# プロスカッシュ協会
プロスカッシュ協会（英語：Professional Squash Association 略称:PSA）はPSAスカッシュツアーを運営するプロスカッシュ統括団体。2015年に女子スカッシュ協会と統合した。日本では、1971年に公益社団法人日本スカッシュ協会（英語：Japan Squash Association 略称:JSA）が設立されている。

## PSAスカッシュツアー
PSAスカッシュツアーは年間を通じて世界中で開催されており、その結果によって毎週発表される世界ランキングが更新される。大会は賞金額に応じて下記のカテゴリに分類される。
ワールドイベント：経験豊富な上位ランクの選手によって競われる大会。賞金額は最も大きい。
- PSA世界選手権
- PSAワールドツアーファイナルズ
- PSAワールドツアープラチナ
- PSAワールドツアーゴールド
- PSAワールドツアーシルバー
- PSAワールドツアーブロンズ

チャレンジャーイベント：将来有望な若手プロ選手が参加する大会
サテライトイベント：ジュニアプレーヤー等がプロスカッシュの参加資格を得るための大会
なおこれまで開催されていたワールドオープンは2012年からPSA世界選手権に改名された。

## 歴代世界ランキング1位

### 男子
|    | 選手                         | 到達日     | 期間(月) |
| -- | ---------------------------- | ---------- | -------- |
| 1  | カマール・ザマン             | 1975年01月 | 25       |
| 2  | ジェフ・ハント               | 1976年02月 | 59       |
| 3  | ジャハーンギール・カーン     | 1982年01月 | 94       |
| 4  | ジャンシャー・カーン         | 1988年01月 | 97       |
| 5  | クリス・ディトマー           | 1993年07月 | 2        |
| 6  | ピーター・ニコル             | 1998年02月 | 60       |
| 7  | ジョナサン・パワー           | 1999年05月 | 14       |
| 8  | デイビッド・パーマー         | 2001年09月 | 5        |
| 9  | テリー・リンコウ             | 2004年01月 | 14       |
| 10 | ジョン・ホワイト             | 2004年03月 | 2        |
| 11 | リー・ビーチル               | 2004年10月 | 3        |
| 12 | アマー・シャバナ             | 2006年04月 | 33       |
| 13 | カリム・ダルビッシュ         | 2009年01月 | 11       |
| 14 | グレゴリー・ゴルティエ       | 2009年11月 | 20       |
| 15 | ラミー・アシュア             | 2010年01月 | 21       |
| 16 | ニック・マシュー             | 2010年06月 | 19       |
| 17 | ジェームズ・ウィルストロップ | 2012年01月 | 11       |
| 18 | モハメド・エル・ショーバギー | 2014年11月 | 40       |
| 19 | Karim Abdel Gawad            | 2017年05月 | 1        |
| 20 | Ali Farag                    | March 2019 | 28       |
| 21 | Paul Coll                    | March 2022 | 3        |

   最長記録、 太字:現在の1位、2022年7月時点。

### 女子
|    | 選手                         | 到達日     | 期間(月) |
| -- | ---------------------------- | ---------- | -------- |
| 1  | ビッキー・カードウェル       | 1983年04月 | 12       |
| 2  | スーザン・デボイ             | 1984年04月 | 105      |
| 3  | リサ・オピー                 | 1988年03月 | 2        |
| 4  | ミシェル・マーティン         | 1993年03月 | 58       |
| 5  | サラ・フィッツジェラルド     | 1996年11月 | 40       |
| 6  | キャシー・ジャックマン       | 2000年01月 | 16       |
| 7  | レイラニー・ロラーニ         | 2000年11月 | 11       |
| 8  | キャロル・オーウェンズ       | 2002年11月 | 11       |
| 9  | ナタリー・グレンジャー       | 2003年06月 | 1        |
| 10 | レイチェル・グリナム         | 2004年08月 | 16       |
| 11 | バネッサ・アトキンソン       | 2005年12月 | 5        |
| 12 | ニコル・デーヴィッド         | 2006年01月 | 112      |
| 13 | ラニーム・エル・ウェレイリー | 2015年09月 | 16       |
| 14 | ローラ・マサーロ             | 2016年01月 | 4        |
| 15 | ノウル・エル・シェルビニ     | 2016年05月 | 45       |
| 16 | Nouran Gohar                 | July 2020  | 4        |

   最長記録、 太字:現在の1位、2020年2月時点。